# Knud Andersen (voetballer)
Knud Elon Viggo Andersen (Kopenhagen, 2 juli 1900 - 9 januari 1967) was een Deens voetballer.
Hij werd in het seizoen 1937/1938 met 23 goals topscorer van de Deense voetbalcompetitie als speler van Boldklubben 1903. In 1937 speelde Andersen tweemaal voor het Deens voetbalelftal.